# پادشاه نامهه
پادشاه نامهه(هانگول:남해왕)، (سلطنت؛ ۴ ~ ۲۴ میلادی) دومین پادشاه شیلا یک پادشاهی از میان سه پادشاهی کره بود. با درگذشت پادشاه هیوک‌گوسه، نامهه پسر او و بانو‌ آریونگ به پادشاهی رسید.

## اوایل سلطنت
اولین اقدامی که او انجام داد تغییر نام سونابول به شیلا بود. او سپس با بانویی به نام «یونجا» ازدواج نمود.

## جنگ‌ها
دوران سلطنت نامهه با مخاطرات فراوانی رو به رو شد. در سال ۴ پیش از میلاد ارتش فرمانداری لیوندانگ به شیلا لشکر کشید و سورابول پایتخت شیلا را محاصره نمود، اما گارد پادشاه شیلا آنها را شکست داد.
در سال ۱۴م. حکومت «وه» در ژاپن به شیلا لشکر کشید ولی آنان کاری از پیش نبردند. چیزی نگذشت که ارتش فرمانداری لیوندانگ برای بار دوم به شیلا حمله کرد، ولی ظاهر شدن دنباله داری در آسمان آنها را فراری داد و به شکست لیوندانگ انجامید. نامهه چاچاوونگ در سال ۲۴ میلادی پس از ۲۸ سال حکومت پر مخاطره از دنیا رفت و در مقبره پادشاهان در ساریونگ‌سونگ دفن گردید.

## تصویرسازی مدرن
- نقش او را کوان سونگ-دوک در سریال تلویزیونی سرزمین آهن محصول ۲۰۱۰ شبکه ام بی سی بازی کرد.[۲]